# Palladio (Jenkins)

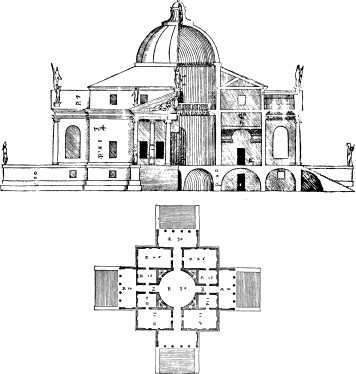
Die harmonischen Proportionen der Architektur von Palladio, wie zum Beispiel sein Entwurf für La Rotonda, inspirierten die Komposition.

Palladio ist ein Concerto grosso in drei Sätzen für Streichorchester von Karl Jenkins, das 1996 veröffentlicht wurde. Der Titel bezieht sich auf den Architekten Andrea Palladio. Musik aus dem ersten Satz, Allegretto, verwendete Jenkins bereits 1993 für einen Fernsehwerbespot von De Beers für Diamanten.

## Geschichte
Jenkins komponierte 1993 Musik für einen Fernsehwerbespot für Diamanten von De Beers, „A Diamond Is Forever“. Jenkins entwickelte aus dem Motiv einen längeren Satz, Allegretto, und erweiterte ihn durch zwei weitere Sätze zu einer Suite in Form eines Concerto grosso für Streichorchester. Er nannte sie Palladio, nach dem Architekten der Renaissance.
Palladio wurde 1996 von Boosey & Hawkes veröffentlicht. Eine Aufführung dauert ungefähr 16 Minuten. Jenkins schrieb zu seinem Werk, dass es von dem Architekten Andrea Palladio inspiriert sei. Dessen Werk verkörpere, basierend auf der klassischen Antike, die Vorstellungen der Renaissance von Harmonie und Ordnung. Jenkins erwähnte, dass er den ersten Satz für eine weltweite Werbekampagne „adaptiert“ habe. 

„Palladio was inspired by the sixteenth-century Italian architect Andrea Palladio, whose work embodies the Renaissance celebration of harmony and order. Two of Palladio’s hallmarks are mathematical harmony and architectural elements borrowed from classical antiquity, a philosophy which I feel reflects my own approach to composition. The first movement I adapted and used for the ‘Shadows’ A Diamond is Forever television commercial for a worldwide campaign.“

Harmonische Proportionen und Mathematik spielen sowohl in der Musik wie in der Architektur eine Rolle. Der Renaissance-Architekt Palladio orientierte sich an antiken Modellen und studierte besonders Vitruv. Jenkins wiederum suchte in seiner Musik entsprechende harmonische mathematische Ordnung (harmonious mathematical principles).
Die Musik, namentlich der erste Satz, wurde häufig arrangiert, unter anderem für Bläserquintett und Blasorchester. Von Jenkins selbst stammt eine Bearbeitung des Mittelsatzes für zwei Frauenstimmen und Streichorchester, der „Cantus Insolitus“ aus „Songs of Sanctuary“.

## Aufbau
Das Werk in drei Sätzen ist ursprünglich für ein kleines Streichorchester konzipiert (6/5/4/3/2).
- I Allegretto
- II Largo
- III Vivace

## Einspielung
Palladio erschien auf Jenkins’ CD Diamond Music (Palladio), gespielt von Streichern des London Philharmonic Orchestra und geleitet vom Komponisten. Die CD enthält außerdem weitere Werke von Jenkins, darunter Variationen aus Adiemus und sein zweites Streichquartett.